# Semnopithecus schistaceus
Semnopithecus schistaceus (Лангур непальський) — примат з роду Semnopithecus родини мавпові.

## Опис
Порівнюється з іншими видами роду, відносно великий і темний. Спина, ноги і хвіст сіро-коричневі, інша частина хутра жовтувато-біла. Це тонкі, довгохвості тварини з темним і голим лицем.

## Поширення
Країни проживання: Бутан; Китай; Індія; Непал; Пакистан. Цей вид живе у субтропічних і помірних листяних лісах, соснових лісах, прибережних, гірських лісах, прибережних лісах, скельних виходах і чагарникових джунглях. Можливо, висота проживання до 4000 м. Вони також живуть поруч з людьми, наприклад, в садах.

## Стиль життя
Це денний, наземний і деревний. листоїдний вид. Живе групами, вони частково змішані з кількома самцями і самицями, до того ж ще можна спостерігати групи лише самців. 

## Загрози та охорона
Піддається різним загрозам від втручання людини, включаючи лісозаготівлі, втрати середовища проживання, пожежі, розширення людського житла. Цей вид занесений в Додаток I СІТЕС. Зустрічається принаймні в 10 охоронних територіях в Південній Азії. 